# Tromarey
Tromarey és un municipi francès situat al departament de l'Alt Saona i a la regió de Borgonya - Franc Comtat. L'any 2007 tenia 102 habitants.

## Demografia

### Població
El 2007 la població de fet de Tromarey era de 102 persones. Hi havia 42 famílies, de les quals 15 eren unipersonals (4 homes vivint sols i 11 dones vivint soles), 8 parelles sense fills i 19 parelles amb fills.
La població ha evolucionat segons el següent gràfic:
Habitants censats

### Habitatges
El 2007 hi havia 46 habitatges, 42 eren l'habitatge principal de la família, 2 eren segones residències i 3 estaven desocupats. 42 eren cases i 3 eren apartaments. Dels 42 habitatges principals, 32 estaven ocupats pels seus propietaris, 8 estaven llogats i ocupats pels llogaters i 2 estaven cedits a títol gratuït; 2 tenien dues cambres, 6 en tenien tres, 6 en tenien quatre i 28 en tenien cinc o més. 36 habitatges disposaven pel capbaix d'una plaça de pàrquing. A 18 habitatges hi havia un automòbil i a 18 n'hi havia dos o més.

### Piràmide de població
La piràmide de població per edats i sexe el 2009 era:
| Homes | Edats   | Dones |
| ----- | ------- | ----- |
| 0     | 95 o +  | 0     |
| 0     | 90 a 94 | 0     |
| 0     | 85 a 89 | 0     |
| 0     | 80 a 84 | 0     |
| 0     | 75 a 79 | 4     |
| 4     | 70 a 74 | 4     |
| 0     | 65 a 69 | 4     |
| 0     | 60 a 64 | 0     |
| 0     | 55 a 59 | 0     |
| 4     | 50 a 54 | 4     |
| 8     | 45 a 49 | 4     |
| 8     | 40 a 44 | 4     |
| 0     | 35 a 39 | 4     |
| 0     | 30 a 34 | 0     |
| 4     | 25 a 29 | 4     |
| 0     | 20 a 24 | 0     |
| 8     | 15 a 19 | 0     |
| 4     | 10 a 14 | 8     |
| 8     | 5 a 9   | 4     |
| 4     | 0 a 4   | 4     |

## Economia
El 2007 la població en edat de treballar era de 67 persones, 44 eren actives i 23 eren inactives. De les 44 persones actives 43 estaven ocupades (27 homes i 16 dones) i 2 estaven aturades (1 home i 1 dona). De les 23 persones inactives 5 estaven jubilades, 9 estaven estudiant i 9 estaven classificades com a «altres inactius».
Activitats econòmiques
Dels 2 establiments que hi havia el 2007, 1 era d'una empresa de fabricació d'altres productes industrials i 1 d'una empresa d'hostatgeria i restauració.
L'any 2000 a Tromarey hi havia 5 explotacions agrícoles.

## Poblacions més properes
El següent diagrama mostra les poblacions més properes.